# 基尔河畔奥夫
基尔河畔奥夫是德国莱茵兰-普法尔茨州的一个市镇。总面积0.98平方公里，总人口139人，其中男性69人，女性70人（2011年12月31日），人口密度142人/平方公里。